# Colladonus citrinifrons
Colladonus citrinifrons är en insektsart som beskrevs av David D. Gillette och Baker 1895. Colladonus citrinifrons ingår i släktet Colladonus och familjen dvärgstritar. Inga underarter finns listade i Catalogue of Life.